# Ribeirão Água Branca
Der Ribeirão Água Branca ist ein etwa 67 km langer rechter Nebenfluss des Rio Piquiri im Westen des brasilianischen Bundesstaats Paraná.

## Geografie

### Lage
Das Einzugsgebiet des Ribeirão Água Branca befindet sich auf dem Terceiro Planalto Paranaense (Dritte oder Guarapuava-Hochebene von Paraná).

### Verlauf
Sein Quellgebiet liegt im Osten des Munizips Goioerê auf 531 m Meereshöhe etwa 3 km südlich der Ortschaft Paraná d'Oeste zwischen der BR-272 und der PR-468.
Der Fluss verläuft in westlicher Richtung quer durch das Munizip Goioerê nördlich am Stadtgebiet vorbei. Nach etwa 44 km erreicht er die Grenze zum Munizip Mariluz. Ab hier bildet er für 23 km die Grenze zwischen den beiden Munizipien, bis er auf 273 m Höhe von rechts in den Rio Piquiri mündet. Er ist etwa 67 km lang.

### Munizipien im Einzugsgebiet
Am Ribeirão Água Branca liegen die beiden Munizipien Goioerê und Mariluz.